# Irina Walker
Pour les articles homonymes, voir Walker.
Irina Walker, née Irina de Roumanie (en roumain : Irina a României) le 28 février 1953 à Lausanne (Suisse), est la troisième fille du roi Michel Ier de Roumanie et de son épouse Anne de Bourbon-Parme. Déchue de son titre et de ses droits au trône en 2014, après avoir été impliquée dans des combats de coqs illégaux, elle retrouve son titre de princesse en 2020.

## Jeunesse

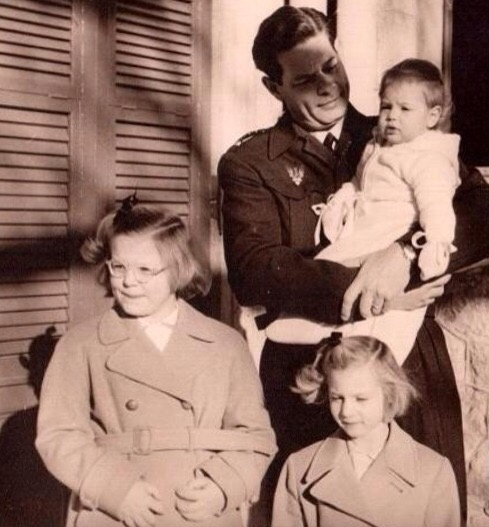
La princesse Irina (à droite) aux côtés de sa sœur aînée, la princesse Elena (à gauche), et de sa sœur cadette, la princesse Sofia, tenue par leur père, le roi Michel Ier (roi de Roumanie), en 1958.

Irina de Roumanie naît le 28 février 1953 à la clinique de Montchoisi à Lausanne, en Suisse. Elle est la troisième fille du roi Michel Ier et de la reine Anne.
Irina passe son enfance dans les résidences familiales de Lausanne, en Suisse, et d'Ayot St Lawrence, au Royaume-Uni. Ses sœurs et elle séjournent durant leurs vacances chez leurs grands-parents, à la villa Sparta en Italie avec la reine Hélène, et au Danemark auprès de la princesse Marguerite et du prince René. Les princesses se faisaient raconter par leur père, « des histoires fascinantes d'un pays qu'elles ne pouvaient pas visiter ».
Elle fait ses études primaires et secondaires en Europe. Alors que ses quatre sœurs se sont installées aux États-Unis, Irina reste avec ses parents dans leur maison familiale en Suisse, avant de déménager à son tour en Amérique.

## Vie professionnelle
Dans les années 1970, Irina commence à travailler en tant que spécialiste, avant de devenir évaluateur principal d'argenterie à la salle des ventes de Christie's à Genève.

## Activités en Roumanie
En 1990, après 50 ans d'exil de la famille royale roumaine, la sœur aînée d'Irina, Margareta, et sa sœur cadette Sofia, se rendent en Roumanie à la suite de la révolution de 1989 et du renversement du dictateur communiste Nicolae Ceaușescu ; Irina participe avec sa famille à l'aide aux victimes. Lorsque la situation en Roumanie finit par s'apaiser, Irina et ses deux enfants Michael et Angelica se rendent en Roumanie pour passer Noël en 1997, avec le reste de la famille royale.
Contrairement à ses sœurs, Irina n'assume que peu d'engagements au nom de la monarchie roumaine, à l'exception d'une visite à l'Académie roumaine avec la princesse Marie et d'une cérémonie d'investiture, ainsi que des célébrations du 60e anniversaire de la princesse héritière en 2009 et du 90e anniversaire du roi Michel Ier en 2011.

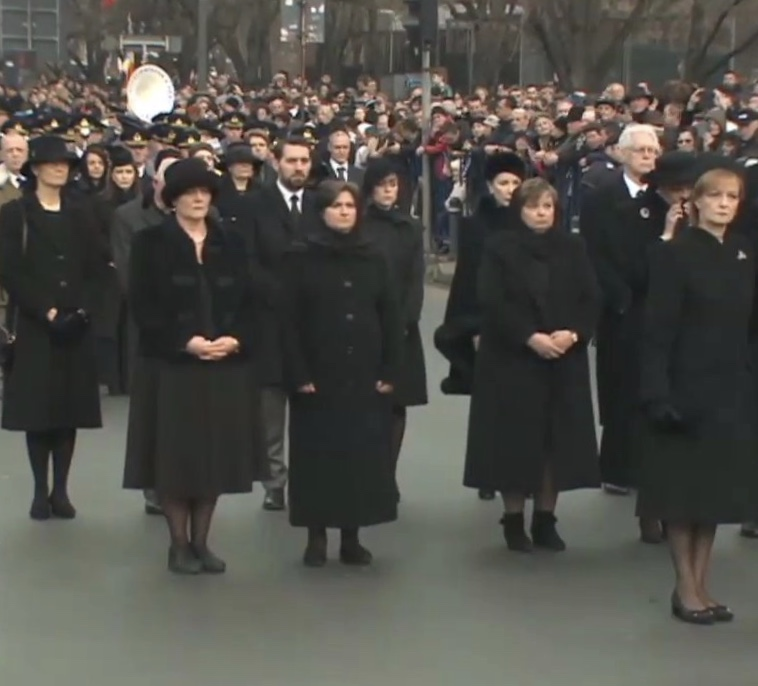
La famille royale lors des funérailles du roi Michel Ier (roi de Roumanie) en 2017.

En décembre 2017, Irina assiste aux funérailles du roi Michel Ier à Bucarest.

## Mariages et famille
Le 4 octobre 1983, la princesse Irina de Roumanie épouse John Kreuger (né le 3 août 1945 à Solna, en Suède), fils de Torsten Kreuger et de Diana Blanchefleur Hedberg. Le couple a deux enfants : Michael Torsten (né le 25 février 1984 à Coos Bay, dans l'Oregon) et Angelica Margareta Bianca (née le 29 décembre 1986 à Coos Bay). Irina et John divorcent en 2003 après 20 ans de mariage.
Le 10 novembre 2007, Irina se marie en secondes noces avec John Wesley Walker (30 décembre 1945 – 23 janvier 2024).

## Arrestation en 2013
En août 2013, Irina et son époux sont arrêtés pour avoir fait partie d'un réseau illégal de combats de coqs, et sont accusés au niveau fédéral d'avoir exploité une entreprise illégale de jeux d'argent dans leur ranch près d'Irrigon, dans l'Oregon. Selon l'acte d'accusation, dix combats de coqs ont été organisés dans leur ranch entre avril 2012 et avril 2013, lesquels ont rapporté jusqu'à 2 000 dollars par jour grâce aux droits d'entrée, à la nourriture et aux boissons, ainsi qu'aux jeux d'argent. En octobre 2014, Irina et John Walker plaident coupable d'avoir exploité une entreprise de jeu illégale et sont condamnés à trois ans de probation. Dans le cadre d'une négociation de peine avec les procureurs fédéraux, le couple accepte de vendre des biens immobiliers, et de verser 200 000 dollars au gouvernement. Irina déclare à l'audience : « Je suis vraiment désolée de mon implication dans cette affaire. Ce n'était pas mon intention d'aller à l'encontre de la loi ».
Le 29 octobre 2014, le roi Michel Ier de Roumanie déchoit Irina de ses titres royaux et la retire, de même que tous ses descendants (ses deux enfants et ses trois petits-enfants), de l'ordre de succession au trône. En septembre 2020, cependant, sa sœur Margareta annule la décision de son père et Irina retrouve son titre de princesse.

## Titulature
- 28 février 1953 – 10 mai 2011 : Son Altesse Royale la princesse Irina de Roumanie, princesse de Hohenzollern-Sigmaringen.
- 10 mai 2011 – 29 octobre 2014 ; depuis le 8 septembre 2020 : Son Altesse Royale la princesse Irina de Roumanie.

## Honneurs dynastiques
- Dame de la décoration royale du gardien de la Couronne roumaine (2017)[18].